# Paulo Dyrceu Pinheiro
Paulo Dyrceu Pinheiro (* 25. April 1939 in Rio de Janeiro) ist ein ehemaliger brasilianischer Diplomat.

## Leben
Paulo Dyrceu Pinheiro ist der Sohn von Aurora dos Santos Pinheiro und Paulo Pinheiro.
Als Geschäftsträger war er von 1968 bis 1969 in Brüssel und von 1972 bis 1973 in Taipeh tätig. 1986 wurde er als Botschafter in Luanda eingesetzt, wo er bis zum 10. Januar 1989 seinen Dienst versah und gleichzeitig auch in São Tomé akkreditiert war.
Nachdem Pinheiro anschließend bis 1991 als Generalkonsul in Santiago de Chile eingesetzt worden war, übernahm er von 1990 bis 10. April 1996 das Amt des Botschafters in Islamabad und vom 28. Juli 2003 bis zum 23. Dezember 2005 in São Tomé.
| Vorgänger                                 | Amt                                                         | Nachfolger                                 |
| ----------------------------------------- | ----------------------------------------------------------- | ------------------------------------------ |
| Antônio Borges Leal Castello Branco Filho | brasilianischer Geschäftsträger in Brüssel 1968 bis 1969    | Antônio Borges Leal Castello Branco Filho  |
| Lauro Muller Neto                         | Geschäftsträger in Taipeh 1972 bis 1973                     | Aluísio Napoleão de Freitas Rego           |
| Mauro Sergio da Fonseca Costa Couto       | Botschafter in Luanda 1986 bis 10. Januar 1989              | Ivan Oliveira Cannabrava                   |
| Antonio Carlos Diniz de Andrada           | Botschafter in Islamabad 1990 bis 10. April 1996            | Abelardo da Costa Arantes Júnior           |
| Jorge D’Escragnolle Taunay Filho          | Botschafter in São Tomé 28. Juli 2003 bis 23. Dezember 2005 | Manuel Innocencio de Lacerda Santos Júnior |